# 로버트 G. 레이번
로버트 깁슨 레이번 (Robert Gibson Rayburn, 1915년 1월 14일 ~ 1990년 1월 5일)은 미국의 목사이자 대학 총장이다. 한국 전쟁
때 미국 군목으로 복무했다. 일리노이주 휘튼 대학교의 교목을 하였다. Covenant College 의 초대 총장, 커버넌트 신학교의 초대 총장이 되었다.
그의 아들은 로버트 S. 레이번이다.

## 학력
- Wheaton College
- Omaha Presbyterian Theological Seminary
- Dallas Theological Seminary

## 같이 보기
- 로버트 S. 레이번